# Estació de Malgrat de Mar
Malgrat de Mar és una estació de ferrocarril propietat d'adif situada a la població de Malgrat de Mar a la comarca del Maresme. L'estació es troba a la línia Barcelona-Mataró-Maçanet per on circulen trens de la línia R1 de Rodalies de Catalunya operat per Renfe Operadora.
Aquesta estació de la línia de Mataró va entrar en servei el 1859 quan es va obrir la segona ampliació del ferrocarril de Barcelona a Mataró, la primera línia de ferrocarril de la península Ibèrica, des d'Arenys de Mar a Tordera. La iniciativa de la construcció del ferrocarril havia estat de Miquel Biada i Bunyol per dur a terme les múltiples relacions comercials que s'establien entre Mataró i Barcelona.
Des d'Arenys de Mar a Maçanet-Massanes la línia és en via única. Tant l'Autoritat del Transport Metropolità al Pla Director d'Infraestructures 2009-2018, com per part del Ministeri de Foment d'Espanya al Pla Rodalies de Barcelona 2008-2015, es preveu la duplicació de vies entre Arenys de Mar i Blanes.
L'any 2016 va registrar l'entrada de 539.000 passatgers.

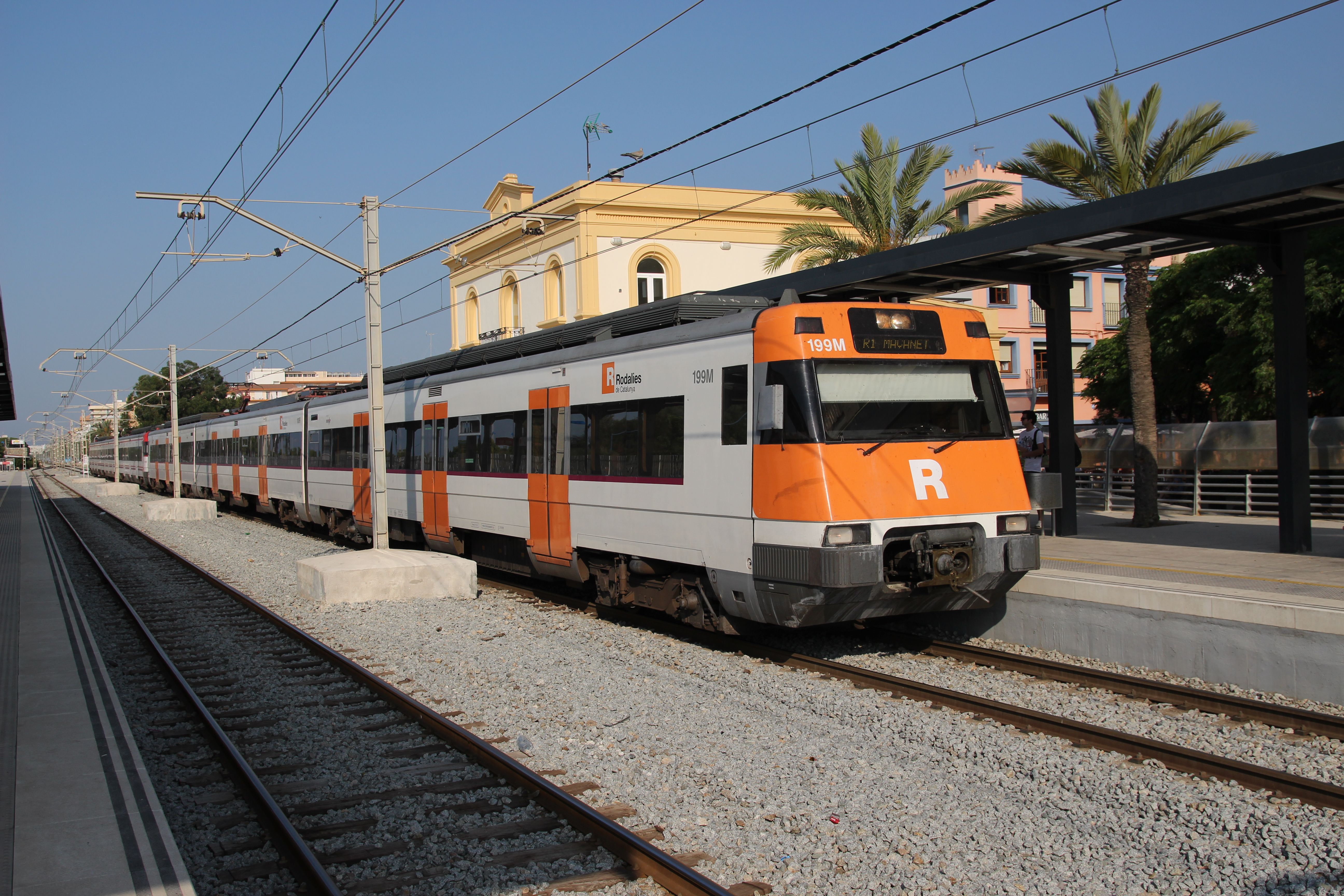
Unitat 447 de Renfe Operadora per serveis de Rodalies de Catalunya a l'estació de Malgrat de Mar.

| Procedència/Destinació    | <             | Línia | >      | Procedència/Destinació  |
| ------------------------- | ------------- | ----- | ------ | ----------------------- |
| Rodalia de Barcelona      |               |       |        |                         |
| L'Hospitalet de Llobregat | Santa Susanna |       | Blanes | Blanes Maçanet-Massanes |
| Rodalia de Girona         |               |       |        |                         |
| L'Hospitalet de Llobregat | Santa Susanna |       | Blanes | Figueres Portbou        |